# Roewe 350
Der Roewe 350 ist ein im Jahre 2006 eingeführter Kompaktklasse-Pkw des chinesischen Herstellers Shanghai Automotive Industry. Das Modell gilt wegen seines Aussehens irrtümlicherweise als chinesischer Nachfolger des Rover 25. Im Jahre 2008 wurde die Modellbezeichnung zugunsten der von SAIC neu erworbenen Marke MG auch für den chinesischen Heimatmarkt umbenannt. Erst im Jahre 2011 konnte die zweite Generation eingeführt werden.

## Erste Generation
Die erste Generation des Roewe 350 hatte seine Markteinführung im Jahre 2006. Es handelte sich dabei um die optische Stufenheckvariante des Roewe 250. Anders als bei dem kleinen 250er, entsprach die verwendete Technik jedoch dem des Rover 45.
Nachdem SAIC im Laufe des Jahres 2007 durch die Übernahme der Nanjing Industry die Markenrechte der britischen Marke MG erworben hatte, wurde entschieden, das Modell im Badge-Engineering parallel dazu in einer sportlicheren Form als MG 5 anzubieten. Bereits 2008 musste die Produktion der ersten Generation zugunsten der Entwicklung des Roewe N1 beendet werden.

## Zweite Generation

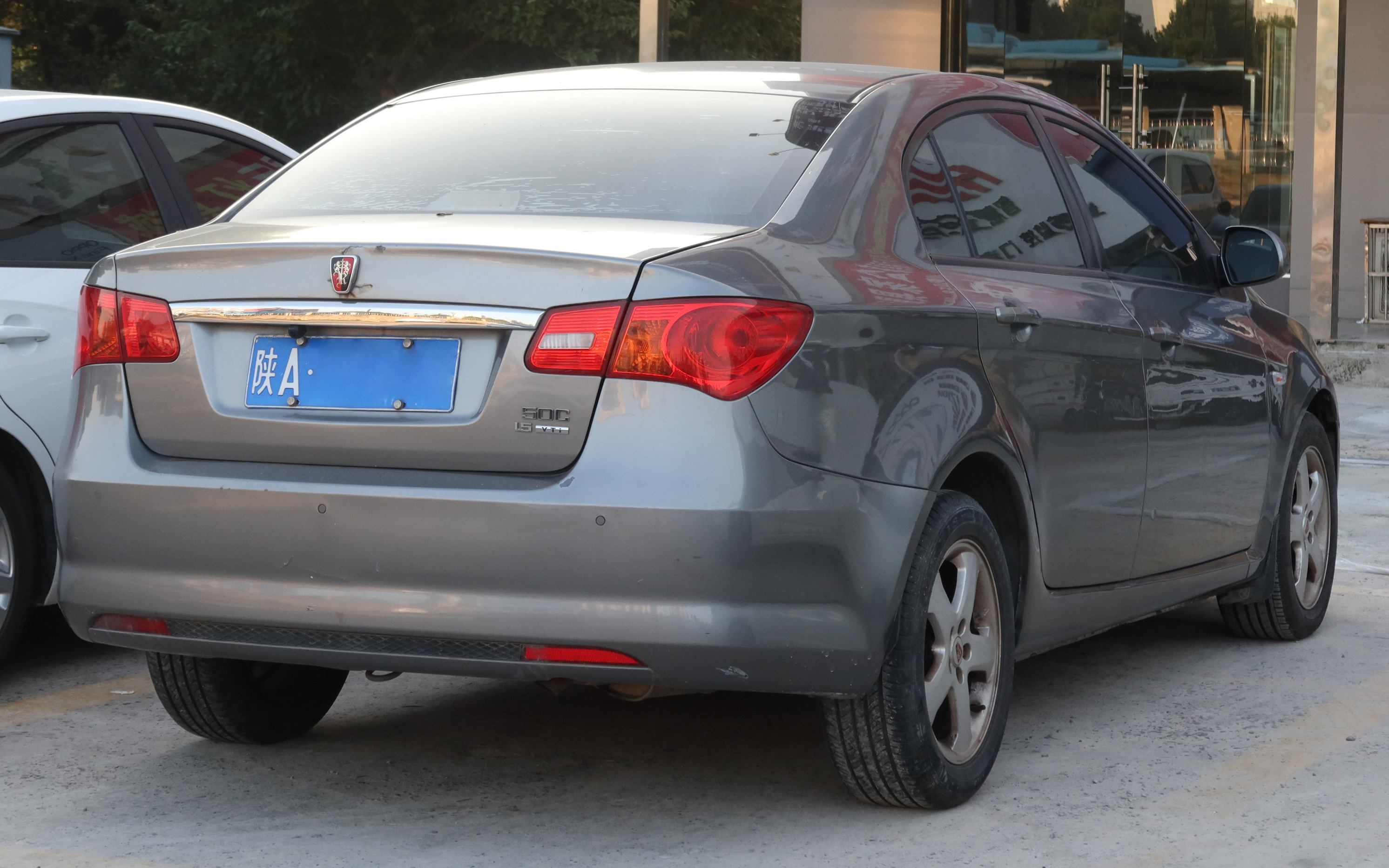
Heckansicht

Die zweite Generation des Roewe 350 wurde Anfang 2011 auf dem chinesischen Markt eingeführt. Unter dem Markennamen MG entwickelte sich das Modell innerhalb weniger Jahre zu einem Exportschlager.
Technisch eng verwandt mit dem Roewe 350 ist das höherpreisige Steilheck-Schwestermodell MG 5 und der kleinere MG 3. Der Roewe 350 ist mit einem 1,5-Liter-Motor mit 80 kW ausgestattet, für den es optional eine Automatik gab.

### Technische Daten
|                                             | 1.5                        | 1.5T                       |
| Bauzeitraum                                 | 2011–2018                  | 2011–2018                  |
| Motorkenndaten                              |                            |                            |
| Motortyp                                    | R4-Ottomotor               | R4-Ottomotor               |
| Hubraum                                     | 1498 cm³                   | 1498 cm³                   |
| max. Leistung bei min−1                     | 78 kW (106 PS) / 6000      | 95 kW (129 PS) / 5500      |
| max. Drehmoment bei min−1                   | 135 Nm / 4500              | 210 Nm / 2000–4400         |
| Kraftübertragung                            |                            |                            |
| Antrieb                                     | Vorderradantrieb           | Vorderradantrieb           |
| Getriebe, serienmäßig                       | 5-Gang-Schaltgetriebe      | 6-Gang-Schaltgetriebe      |
| Getriebe, optional                          | (4-Gang-Automatikgetriebe) | (6-Gang-Automatikgetriebe) |
| Messwerte                                   |                            |                            |
| Höchstgeschwindigkeit                       | 180 km/h (170 km/h)        |                            |
| Beschleunigung, 0–100 km/h                  | 11,4 s (12,5 s)            |                            |
| Kraftstoffverbrauch auf 100 km (kombiniert) | 6,8 l (7,1 l) Super        |                            |
| Tankinhalt                                  | 55 l                       | 55 l                       |